# It girl
För bokserien, se The It Girl.

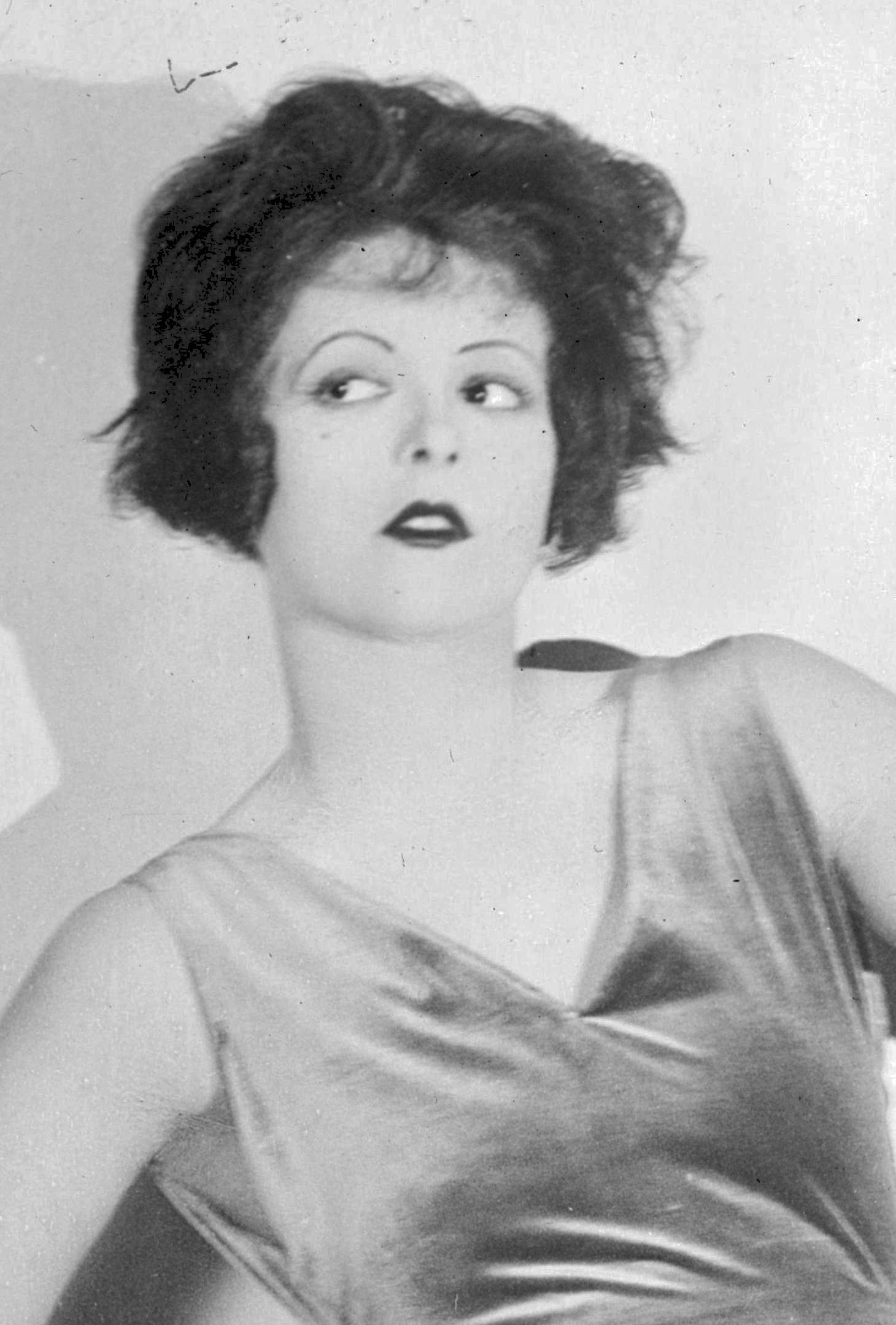
Clara Bow anses ofta som världens första "it girl".

It girl är vanligen en beteckning på unga kvinnor som får mycket utrymme i massmedier. Med "it" menas här att de har "det", något speciellt, vanligen charm, karisma eller erotisk attraktivitet ("sex appeal").

## Bakgrund
I början syftade beteckningen på den amerikanska skådespelaren Clara Bow, som hade huvudrollen i filmen Det (originaltitel: It) från 1927 och efter Elinor Glyns kortroman med samma namn. Bows rollfigur i filmen är en blandning av femme fatale och ingeny, kombinationen därav utgör It. Glyn skrev själv "med It vinner du alla män om du är kvinna och alla kvinnor om du är man. It kan vara en inre kvalitet såväl som en fysisk attraktivitet".